# عبد الله بن علي الخليلي
عبد الله بن علي الخليلي (29 أغسطس 1922 – 30 يوليو 2000 (77 سنة)

) شاعر عماني.
يعتبر شيخ القصيدة العمانية في النصف الثاني من القرن العشرين، فقد كان شعره ينم عن تمكن في سبك الألفاظ وتصوير المعاني، حتى أنه سمي بأمير البيان، وليس الشعر النتاج الأدبي الوحيد له فقد كتب مقامات وقصص، وكما قال الأديب العماني أحمد الفلاحي فيه: «لو ظهر أمثال هؤلاء في دمشق أو القاهرة أو بيروت لكانوا ملأ الدنيا العربية»... لكن الحيز الجغرافي العماني هو الذي دسّ هؤلاء من أن يعرفوا)

## نسبه
نسب الشاعر إلى عائلة عريقة تولت مناصب في الحكومات السابقة، بالإضافة إلى مكانتها العلمية والأدبية، ونسبه من نسل الإمام الخليل بن عبد الله بن عمر بن محمد بن الإمام الخليل بن العلامة شاذان بن الإمام الصلت بن مالك بن بلعرب الخروصي نسبةً إلى خروص بن شاري بن اليحمد بن عبد الله، وعبد الله هو الحمى من سلالة نصر بن زهران بن كعب ابن حارث بن كعب بن عبد الله بن مالك بن نصر بن الأزد.

## نبذة تاريخية
ينتمي الشيخ الشاعر عبد الله بن علي بن عبد الله بن سعيد بن خلفان بن أحمد بن صالح بن أحمد بن عامر الخليلي لسلالة عمانية عريقة عرفت بالعلم والأدب؛ لذا لقبه بعض الكتّاب بعميد شجرة الأنساب الشعرية، فيمتد نسبه إلى إمام عمان الخليل بن شاذان (ت 1034م)، وقد سكن أجداده بهلا وإزكي فيما مضى وذلك قبل أن ينتقلوا للإقامة في بوشر، فقد ولد في بوشر جده الثاني الشيخ سعيد بن خلفان (ت 1871م) الذي عُرف بأنه شاعر ومحقق في المسائل وتأصيلها، سكن الشيخ سعيد بعدها سمائل حيث ولد فيها ابنه عبد الله (ت1914م)، وقد كان هو الآخر شاعرًا كبيرًا له ديوان ضخم، وهو والد الإمام محمد (ت 1954م) والشيخ علي (ت 1944م)، وكان الأخير واليًا على بوشر إلى حين وفاته وهو والد الشيخ الشاعر.

## ولادته ونشأته
ولد الشيخ عبد الله في حارة الحباس من ولاية سمائل بـالمنطقة الداخلية يوم 29 أغسطس من عام 1922م، وترعرع هناك في البيت المعروف ببيت السُبْحِيَّة، وقد بدأ تعليمه المبكر في سمائل حيث درس القرآن الكريم على يد الأستاذ والمعلم زاهر بن مسعود الرحبي أخو ناصر بن مسعود الرحبي، وقد تنقل بين مسقط رأسه سمائل ومدينة نزوى العريقة لتلقي مــا يخص الدين الإسلامي واللغة العربية، حتى أنه أكمل حفظ القرآن الكريم، وبجانب أنه استقى العلم من عمه الإمام محمد بن عبد الله الخليلي، فقد جالس عددًا كبيرًا من جهابذة علماء عُمان ومنهم المشايخ خلفان بن جميل السيابي، وحميد بن عبيد السليمي، وحمدان بن يوسف اليوسفي، وقد جالس الشيخ سالم بن حمود السيابي وتتلمذ على يديه بطلب من والده الشيخ علي بن عبد الله عام 1931م، وقد شهد له فيما بعد فقال: «إنه أخذ في مرافق شعره مأخذا لم يُسبق إليه، ونهج منهجًا لم يُتقدّم عليه»، كان يحضر في سمائل جلسة يتداول فيها الجدل الأدبي، إضافة إلى المطارحات الشعرية التي كان يستهلها الشيخ علي بن منصور الشامسي بقصائد على اللحن السموئلي المُطرب، كما كان يحضرها أخوه الشيخ سعود بن علي في بعض الأحيان.

## الخليلي والشعر
كانت الموهبة الشعرية للشيخ الشاعر عبد الله بن علي الخليلي قوية منذ بدايتها، ولنتعرف بشكل أوسع عن المراحل الأولى له في الشعر نعود إلى اللقاء الذي أجري معه عام 1977م والذي قال فيه:"أول قصيدة نظمتها كنت في رحلة عند عمي الإمام الخليلي –- وقام الطلاب المتعلمين ليعدوا رحلة شعرية، وطلبوا مني المشاركة، فبدأت بمشاركة بأربعة أبيات، أحفظ منها بيت واحد وذلك في وصف الناقة، أقول فيها:
لا أحفظ غيره، فأخذ مني القصيدة سعود بن حميد أبوالوليد –الذي كان قاضيًا على المضيبي- وأراها الإمام واستحسنوها، ولكن هذه كانت شبه لطمة أثرت في قلبي حتى أني لم أقدر أن أقول الشعر لمدة ولفترة طويلة، ثم بدأت الشعر بقصيدة أخرى في المرحلة الثانية، قصيدة رائية أقول فيها:
نمى من بعد ذلك حب الخليلي للشعر وشغفه به، فلا يستغرب من يراه يقوم فجأة عن الطعام فلا شك أنه قام لكتابة أبيات خطرت لحظتها عليه، كما أن الشعر قد يأتيه وهو نائم؛ فينهض من نومه ليبحث عن ورقة وقلم ليكتب ما تذكره، فكان يحرص قدر الإمكان على مصاحبة الورقة والقلم؛ فوحي الشعر قد يطرق بابه في أي لحظة، وقد طرق معظم أبواب الشعر القديمة منها والحديثة، وتجسدت نزعنه الكلاسيكية في دوواينه وحي العبقرية ذي 500 صفحة تقريبًا وديوان فارس الضاد والخيال الزاخر وغيرها من القصائد المتفرقة، ومن فنون وأغراض الشعر القديمة التي كتب فيها:
1-المدائح النبوية: تغنى الشعراء المسلمون منذ قرون بحب النبي صلى الله عليه وسلم، فالخليلي ليس بدعًا في ذلك وقد قال في قصيدته «مجلى الأنوار»:
2-الوصف: نخص هنا وصفه للأماكن التي زارها، فمن المعلوم أنه زار عددًا من الدول العربية منها مصر وتونس وسوريا وزار كذلك دولا أوروبية كفرنسا التي قال فيها في قصيدة إيقاعية:
3-الوطنيات: لقد كتب الشاعر في وطنه الدقيق سمائل، وفي وطنه الصغير عمان كقصيدتي «عمان في أحسن سلوك» و«نداء الحياة»، وله ملحمة عمان في سجل الدهر التي شملت أهم أحداث التاريخ العماني في 300 بيت وقد قال فيها:
ومما لا شك فيه أن الانتماء الوطني لدى الخليلي تعدى حدود وطنه الصغير عمان، فتعداها لقوميته العربية وللدائرتين الإسلامية والإنسانية، فقد تناول قضايا تحمل الهم العربي ومنها قضية فلسطين ومنها الثورات المصرية والجزائرية واليمنية والعراقية، واستقلال المغرب، ونضال تونس وليبيا، العدوان الثلاثي على مصر... الخ، ومن ما قال في ذلك:
4-الرثاء: من أجمل الأبيات التي كتبها في الرثاء كانت في رثاء عمه الإمام محمد بن عبد الله الخليلي الذي توفي عام 1954م، فيُذكر أنه رثاه في قصيدتين هما: الرثاء الباكي والموقف الرهيب، فيقول في الأخيرة (من أبيات متفرقة منها):
5-المراسلات: وقد كان يتخذ من الشعر وسيلة لمراسلة العلماء والشعراء، وقد راسل عددًا من الأعلام العرب كـعز الدين التنوخي، وله ديوان «بين الفقه والأدب» يحوي قصائد فيها أسئلة وأجوبة بين الشاعر وغيره، ومن قصائده سؤالاً للشيخ حمد السليمي الذي بادره بالجواب بقصيدة تجاري سؤاله، وقصيدة هبة العليم التي قرّض فيها كتبًا أربعة لشيخه خلفان بن جميل السيابي وهي سلك الدر، وفصول الأصول، وبهجة المجالس، وجلاء العمى فقال:
6-الغزل: ومن قصائده فيه: قصيدة صوتية ألقاه بنفسه باللحن السمائلي وهي قافيّة قال في مطلعها:
وطرقه لأغراض الشعر القديم لم يجعله متعصّبا ضد الشعر الحر فقد قال عنه:«إذا كان الشعر الحر متقيدًا بالقافية، ومتقيدًا بالتفعيلة.. فعندي لا بأس به»، وكان ديوانه المعروف بوحي العبقرية على هذا النوع من الشعر، ومن قصائده في الشعر الحر:
كما أن عبد الله الخليلي يعد رائد الشعر المسرحي في عمان فله مسرحية «جذيمة والملك»، وكتب كذلك الشعر القصصي في ديوانه «بين الحقيقة والخيال» وفي أحد قصائده يقول:
وهذان البيتان يدلان على العلم واهميته وان من يرث الانبياء العلماء.

## الخليلي وفنون الأدب الأخرى
من الجميل أن نتاج الخليلي الأدبي لم يقتصر على الشعر، بل كتب في مجال المقامات والقصة القصيرة، وله مخطوط سجلات الأدب جمع فيه المقامات والقصص القصيرة:
1-المقامات: ومنها: النزوية، والتساؤلية، واللغوية، والجعلانية، والسمائلية، والسمدية، وكما كان عيسى بن هشام راويًا في مقامات الهمذاني، والحارث بن همام عند الحريري، فقد اختار الخليلي الشاري بن قحطان كراوٍ لمقاماته، وكمثال جاء في مطلع مقامته النزوية: «حدثني أبوالصلت الشاري بن قحطان، وكان مفوّهًا معسول اللسان، قال: خرجت من سمائل ضحوة النهار، أقطع الطرق وأجوب القفار، وكانت ركوبتي أنيقة المظهر، متينة المخبر، تسبق الطير ولا تكل من السير».
2-القصص: نذكر منها: همسات الحب، الجمال المتعادل وله قصة طويلة تدعى الأسرة الكادحة..

## وفاته
أصيب الشيخ عبد الله بن علي الخليلي عام 1982م بشلل الرعاش، أعقب ذلك حالة من العزلة عاشها خلال 18عامًا القادمة، إذ قل اختلاطه بالناس، وعلى الجانب الآخر زاد نتاجه الأدبي خلال هذه الفترة، وفي أواخر حياته اشتهر بالزهد في أشعاره، وقد شهد يوم 30 يوليو 2000م أفول نجمه، بعد أن أسهم في إعادة الرونق الجميل للشعر العماني والعربي، وقد أسهم شعره في بناء عمان الحديثة.

## وصلات خارجية
- بوابة الشعراء: الأعمال الكاملة للشاعر عبد الله بن علي الخليلي